# Karma (альбом Kazka)
«KARMA» — дебютный студийный альбом украинской группы KAZKA, который был презентован 27 апреля 2018 года лейблом mamamusic.

## Описание
Альбом был записан на студии звукозаписи Iksiy Music в Киеве. Музыкальными продюсерами альбома стали Юрий Никитин и Андрей Уренёв. Слова и музыку написали Сергей Ермолаев (Ранов), Андрей Игнатченко, Сергей Локшин, Екатерина Рогова и Екатерина Офлиян. В марте 2017 года песня «Свята» стала дебютом группы, а песни «Дива», «Сама» и «Плакала» были изданы синглы в поддержку альбома. Всего в альбоме десять композиций, среди них есть кавер-версия песни «Мовчати» группы «Скрябин» и Ирины Билык.

## Список песен
| №                   | Название            | Текст песни         | Музыка                            | Длительность |
| ------------------- | ------------------- | ------------------- | --------------------------------- | ------------ |
| 1.                  | «Карма»             | С. Локшин           | С. Ермолаев (Ранов) А. Игнатченко | 4:05         |
| 2.                  | «Свята»             | С. Локшин           | С. Ермолаев А. Игнатченко         | 3:09         |
| 3.                  | «Сама»              | С. Локшин           | С. Ермолаев А. Игнатченко         | 3:57         |
| 4.                  | «Запала»            | С. Локшин           | С. Ермолаев А. Игнатченко         | 3:52         |
| 5.                  | «Він»               | Е. Офлиян           | Е. Офлиян                         | 3:08         |
| 6.                  | «Дива»              | С. Локшин           | С. Ермолаев А. Игнатченко         | 2:54         |
| 7.                  | «Танці»             | С. Локшин           | С. Ермолаев А. Игнатченко         | 3:24         |
| 8.                  | «Ніхто»             | Е. Рогова           | Е. Рогова                         | 3:14         |
| 9.                  | «Мовчати»           | А. Кузьменко        | А. Кузьменко                      | 4:09         |
| 10.                 | «Плакала»           | С. Локшин           | С. Ермолаев А. Игнатченко         | 3:44         |
| Общая длительность: | Общая длительность: | Общая длительность: | Общая длительность:               | 39:29        |

## Музыкальные видео
1. «Свята» — реж. Сергей Ткаченко
2. «Дива» — реж. Сергей Ткаченко
3. «Плакала» — реж. Екатерина Царик